# Liste von Bibliotheken
Damit der Artikel Bibliothek übersichtlich bleibt, gibt es hier eine unvollständige Liste von Bibliotheken.

## Liste von Bibliotheken nach Staat
Deutschsprachige Bibliotheken
- Liste deutscher Bibliotheken
- Liste österreichischer Bibliotheken
- Liste der Bibliotheken der Schweiz

## Liste digitaler und virtueller Bibliotheken
Immer mehr Medien wie Literatur, Nachschlagewerke, Zeitungen, Zeitschriften, aber auch Karten und Handschriften usw. werden digitalisiert. Es gibt bereits Bibliotheken, die das Ausleihen digitaler Medien wie E-Books und Elektronischen Zeitschriften ermöglichen. So gibt es beispielsweise die Onleihe. Weiterhin spielen Digitale Bibliotheken und Virtuelle Bibliotheken eine immer größere Rolle. Weiterhin ermöglichen E-Book-Reader das Lesen und Aufbewahren von Medien, wobei die Lesequalität und andere Aspekte wie Augenprobleme usw. beachtet werden müssen.

## Liste von Archiven
Da Archive Medien sammeln und beispielsweise auch Bibliotheken Archive wie Literaturarchive aufweisen können, werden hier auch Archive aufgeführt.

## Fiktive Bibliotheken
- Die Bibliothek von Babel ist eine Erzählung von Jorge Luis Borges aus dem Jahr 1941.